# Elliott-Gletscher
Der Elliott-Gletscher ist ein kleiner Gletscher an der Budd-Küste des ostantarktischen Wilkeslands. Er mündet zwischen Kap Hammersly und Kap Waldron in den Südlichen Ozean.
Luftaufnahmen der US-amerikanischen Operation Highjump (1946–1947) dienten seiner Kartierung. Das Advisory Committee on Antarctic Names benannte den Gletscher nach Samuel Bonnyman Elliott (1822–1876), Midshipman an Bord der Sloop USS Vincennes, Flaggschiff der United States Exploring Expedition (1838–1842) unter der Leitung des US-amerikanischen Polarforschers Charles Wilkes.